# توبياس ليندروث
توبياس ليندروث (بالسويدية: Tobias Linderoth)‏ ، من مواليد 21 أبريل 1979 في مارسيليا في فرنسا ، لاعب كرة قدم سويدي سابق.
يلعب مع نادي غلطة سراي التركي منذ عام 2007.
بدأ باللعب مع منتخب السويد لكرة القدم في عام 1999.

## روابط خارجية
- توبياس ليندروث على موقع الاتحاد الدولي (مؤرشف)  (الإنجليزية)
- توبياس ليندروث على موقع الاتحاد الأوربي (الإنجليزية)
- توبياس ليندروث على موقع اتحاد النرويج (النرويجية)
- توبياس ليندروث على موقع اتحاد تركيا (لاعب) (الإنجليزية)
- توبياس ليندروث على موقع قاعدة بيانات كرة القدم.إي يو (الإنجليزية)
- توبياس ليندروث على موقع ناشيونال فوتبول تيمز (الإنجليزية)
- توبياس ليندروث على موقع Soccerbase.com (لاعب) (الإنجليزية)
- توبياس ليندروث على موقع Soccerway.com (الإنجليزية)
- توبياس ليندروث على موقع عالم كرة القدم.نت (الإنجليزية)
- توبياس ليندروث على موقع كووورة